# Inyo County
Inyo County je okres ve státě Kalifornie v USA. K roku 2010 zde žilo 18 546 obyvatel. Správním městem okresu je Independence. Se svoji rozlohou 26 488 km² je druhým největším okresem státu Kalifornie. Na východě sousedí s Nevadou.

## Sousední okresy
| Růžice kompasu |                               | Mono County           | Esmeralda County | Růžice kompasu |
| Růžice kompasu | Tulare County a Fresno County | Sever                 | Nye County       | Růžice kompasu |
| Růžice kompasu | Tulare County a Fresno County | Inyo County           | Nye County       | Růžice kompasu |
| Růžice kompasu | Tulare County a Fresno County | Jih                   | Nye County       | Růžice kompasu |
| Růžice kompasu | Kern County                   | San Bernardino County | Clark County     | Růžice kompasu |